# 桂廟路
桂庙路是深圳市南山区内一条东西走向的道路。
桂庙路西接月亮湾大道，东至南海大道，与滨海南海立交桥相接。

## 交汇道路
- 月亮湾大道（起点）
- 前海路
- 南新路
- 南山大道、
- 南海大道、滨海大道（终点）

## 改造
桂庙路进行快速化改造工程，该工程是滨海大道建设的一部分。由深圳市交通运输局负责，计划采取4号方案，即用隧道形式下穿沿途交汇道路。建成后称为桂庙隧道，东行隧道于2022年2月16日开通，西行隧道预计于2022年5月开通。